# Flaga Gdańska

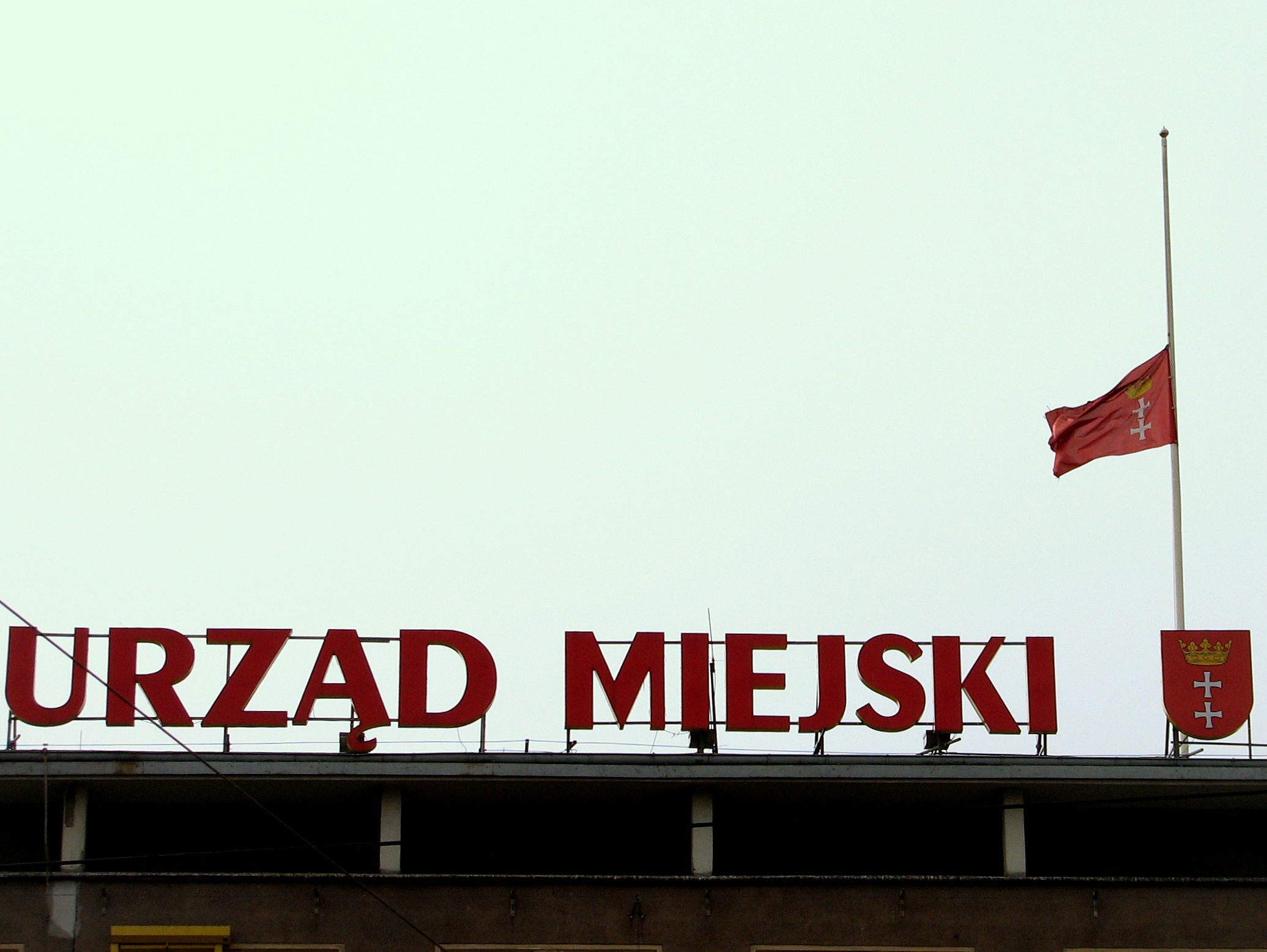
Flaga i herb Gdańska umieszczone na dachu Urzędu Miejskiego. Flaga opuszczona do połowy masztu ze względu na żałobę narodową

Flaga Gdańska − jeden z symboli miejskich Gdańska, w formie prostokąta czerwonej barwy z umieszczoną na nim złotą koroną i pod nią dwoma równoramiennymi, srebrnymi krzyżami rozmieszczonymi w słup (tak jak we wzorze herbu). Wspólna oś krzyży i korony znajduje się w odległości 1/3 długości flagi od strony drzewca. Stosunek szerokości flagi do jej długości wynosi 5:8.
Flaga, podobnie jak pozostałe symbole miasta, jest własnością miasta, stąd też prezydent Gdańska może zakazać używania flagi przez podmiot używający jej niewłaściwie.

## Podstawa prawna
Obecnie obowiązujący wzór symboli miejskich jest określony w statusie Miasta Gdańska zapisanego w uchwale nr XL/1226/2001 Rady Miasta Gdańska z dnia 25 października 2001 roku.
Zasady korzystania z flagi są określone w uchwale Nr XII/390/2003 Rady Miasta Gdańska z dnia 28 sierpnia 2003 roku.

### Zasady wywieszania flagi
Zgodnie z uchwałą, flaga Gdańska musi wisieć przez cały rok przed i na siedzibie Rady Miasta Gdańsk oraz Urzędu Miejskiego w Gdańsku. Dodatkowo flaga musi być zawieszona na pozostałych gminnych budynkach użyteczności publicznej w Gdańsku z okazji uroczystości, świąt i rocznic państwowych i regionalnych.
Flaga może być wywieszana również przez inne podmioty oraz osoby fizyczne, niekoniecznie związane z Gdańskiem, w innych miejscach, pod warunkiem zachowania należytej czci i szacunku. Prezydent Gdańska może zabronić używania flagi w sytuacjach, kiedy należyta cześć i szacunek nie są zachowane, oraz kiedy użycie flagi powoduje narażenie dobrych obyczajów, prestiżu lub interesu miasta na szkodę.

Herb Gdańska

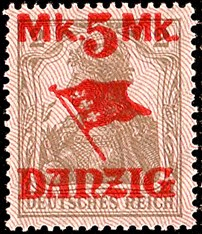
Flaga W. M. Gdańska na gdańskim znaczku z 1920

## Symbolika
Flaga ma symbolikę przeniesioną z herbu miasta. Czerwone tło jest związane z nadaniem przez króla Kazimierza Jagiellończyka w 1457 roku prawa do używania czerwonego wosku przez władze Gdańska. Przy okazji do wcześniejszego herbu została dodana korona królewska. Z drugiej strony czerwień jest jedną z najpopularniejszych barw hanzeatyckich.
Białe krzyże są również związane z Hanzą, ale także z chrześcijaństwem. Przesunięcie elementów (krzyża i korony) w stronę drzewca ma funkcję praktyczną. Na wietrze materiał, z którego wykonana jest flaga, przy drzewcu mniej się marszczy, przez co elementy są lepiej widoczne.
Symbole miasta nie miały jednak ustalonego wzoru, stąd przez lata wzór krzyży, korony oraz odcień tła były wielokrotnie modyfikowane.

## Historia
Pierwsze nieformalne flagi są znane z rysunków przedstawiających gdańskie statki. Rysunki te są jednak niewyraźne, stąd bliższe szczegóły nie są znane. Wiadomo, że flaga była czerwona z białym elementem przypominającym krzyż lub krzyże, który jednak jest na tyle niewyraźny, że nie można określić jego kształtu.
W opisie bitwy pod Grunwaldem Jana Długosza pojawia się informacja o fladze oddziałów gdańskich, która miała dwa białe prostokątne krzyże ułożone w słup.
W 1457 roku zostały nadane przez polskiego króla Kazimierza Jagiellończyka nowy herb i nowa flaga. Do dotychczasowych dwóch krzyży została dodana korona. Kolor tła został ustalony na czerwony. Dodatkowo flaga uległa wydłużeniu, przez co zamiast pionowej stała się pozioma.
W okresie Wolnego Miasta Gdańska (lata 1807–1814 i 1920–1939) flaga miejska była używana jako flaga państwowa. W porównaniu z obecną, flaga WMG w latach 1920–1939 miała nieco inny odcień, a korona była częściowo przysłonięta krzyżem. Flaga WMG miała proporcje 2:3 (obecna 5:8).
W okresie powojennym flaga nie była praktycznie używana aż do 1989 roku. Pierwsza powojenna flaga, będąca flagą nieoficjalną, powstała w 1991 roku. Flaga nie miała żadnych regulacji, przedstawiała obiekty znajdujące się w herbie. Oś pionowa elementów znajdowała się na osi flagi. Pierwsza powojenna regulacja flagi nastąpiła w uchwale Rady Miasta Gdańska Nr XXXVIII/432/96 z 1 sierpnia 1996 roku. Uchwała ta ze względu na zmiany w statucie wygasła.

Obecnie obowiązująca flaga jest określona w uchwalonym w 2001 statucie miasta. Wzór flagi jednak pozostał bez zmian.

Chorągiew Gdańska spod Grunwaldu
Flaga Wolnego Miasta Gdańska (1807–1814)
Flaga Wolnego Miasta Gdańska (1920–1939)
Flaga Gdańska (1991–1996)
Flaga Senatu WMG (1920–1939)
Sztandar Danziger Polizei (1937–1939)
Sztandar SS-Heimwehr Danzig (1939–1940)